# Kunibert
Kunibert – imię męskie pochodzenia germańskiego, oznaczające „dzielny i lśniący, jaśniejący”, od germ. kuoni – „dzielny, odważny”, i beraht – „jasny, lśniący”. Patronem tego imienia jest św. Kunibert, biskup Kolonii (VII wiek).
Kunibert imieniny obchodzi 12 listopada.